# Honda CX
Honda CX var en serie motorcyklar som tillverkades 1978–1986.
Den svenska marknaden fick endast tillgång till 500 cc-varianterna. 
På andra marknader fanns 400 (396)- och 650 (673)- cc-modeller. 400- och 500-modellerna tillverkades fram till 1982. 1983 ersattes de av 650-modellerna som endast tillverkades det året och vilka på grund av oförmånliga försäkringsklasser inte ansågs vara lönsamma att marknadsföra i Sverige. Några exemplar av både 400- och 650-modellerna fann ändå sin väg till Sverige på andra vägar.  
Den första modellen hette enbart CX 500. Den kom alltså 1978 och tillverkades fram till och med 1982 års modell. Den gavs smeknamnet "Plastgrisen" på grund av den rätt speciellt utformade plastkåpan över strålkastare och instrumenthus. 
Motorn var en vätskekyld, kortslagig, fyrventils, 80-graders, 496 cc V-twin, med vevaxeln i motorcykelns längdriktning. Layouten med topparna vridna 22 grader i förhållande till vevaxeln förhindrade överliggande kamaxlar. Trots att den alltså var stötstångsstyrd hade motorn ett tillåtet maxvarv på 9700 rpm.
1980 kom modellen CX 500 Custom, som i Sverige gavs namnet "Vildsvinet". Den var Hondas första "fabrikscustom" - i princip den vanliga standardmodellen fast med mindre, droppformad tank, separata instrument, större och bredare styre, kortare ljuddämpare samt ett lite mindre, men bredare bakhjul. CX 500 Custom tillverkades även den fram t.o.m. 1982.
1982 släpptes CX 500 Turbo, CX 500 Sports, även kallad "E / Euro" och GL 500 Silver Wing.